# دان هيوم
دان هيوم (بالإنجليزية: Dann Hume)‏ هو موسيقي ومنتج أسطوانات ومغن مؤلف أسترالي ونيوزيلندي، ولد في 1 سبتمبر 1987.

## وصلات خارجية
- الموقع الرسمي
- دان هيوم على موقع ميوزك برينز (الإنجليزية)
- دان هيوم على موقع ديسكوغز (الإنجليزية)